# Libres, Libres
Libres är en kommunhuvudort i Mexiko.   Den ligger i kommunen Libres och delstaten Puebla, i den sydöstra delen av landet, 150 km öster om huvudstaden Mexico City. Libres ligger 2 394 meter över havet och antalet invånare är 13 326.
Terrängen runt Libres är kuperad åt sydväst, men åt nordost är den platt. Runt Libres är det ganska tätbefolkat, med 124 invånare per kvadratkilometer. Närmaste större samhälle är Villa de El Carmen Tequexquitla, 16,0 km söder om Libres. Trakten runt Libres består till största delen av jordbruksmark.